# أمين النوري (لاعب كرة قدم)

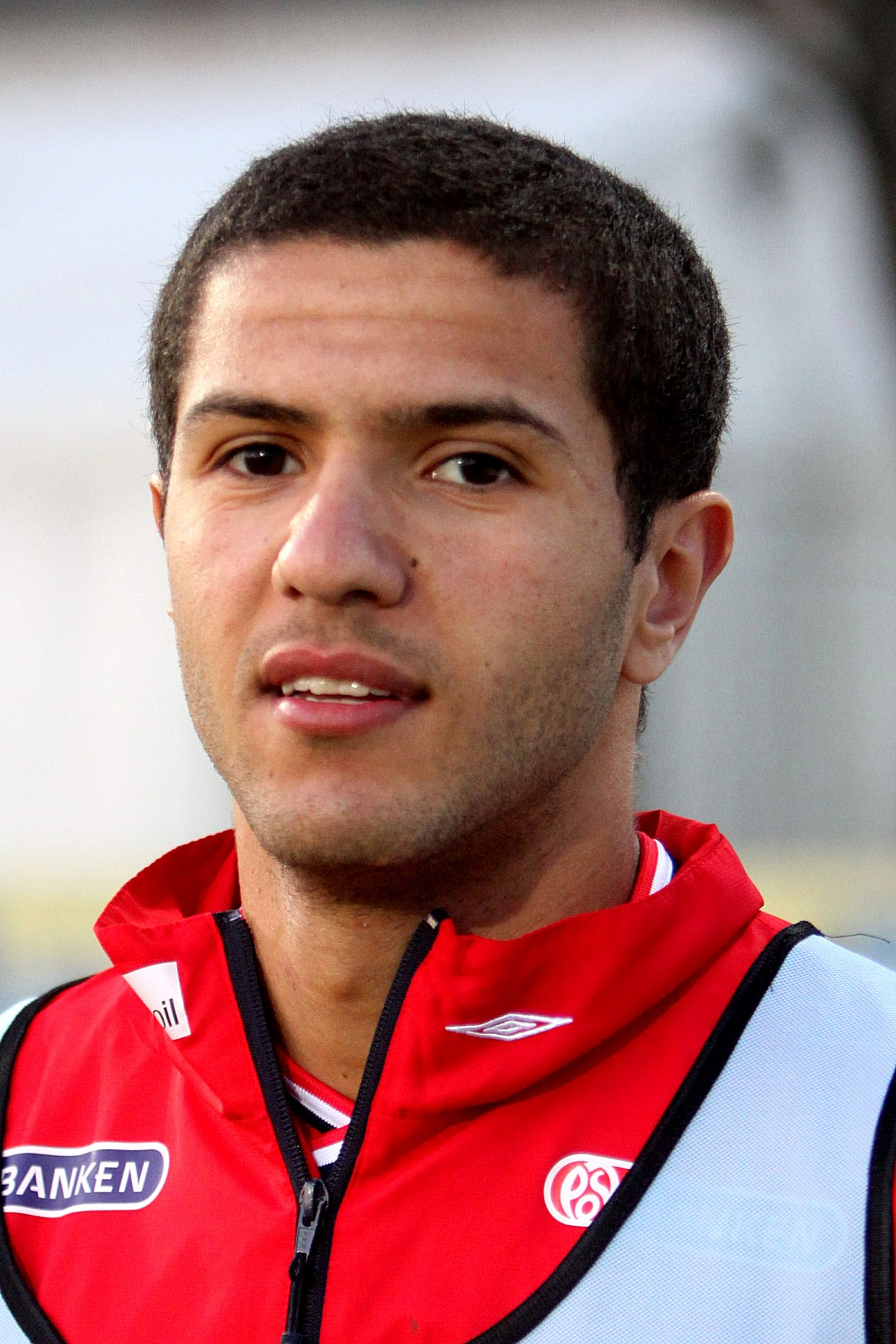
أمين النوري

أمين النوري اسمه الكامل أمين ميمون النوري ( بالفرنسية : Amin Mimoun Nouri) من مواليد 10 يناير 1990. هو لاعب كرة قدم نرويجي من أصل مغربي ريفي.
يلعب في نادي أوستينده الملكي لكرة القدم بلجيكي (بالهولندية: Koninklijke Voetbalklub Oostende) .

## وصلات خارجية
- أمين النوري على موقع اتحاد النرويج (النرويجية)
- أمين النوري على موقع قاعدة بيانات كرة القدم.إي يو (الإنجليزية)
- أمين النوري على موقع Soccerway.com (الإنجليزية)